# چارلز فریزر (بازیکن فوتبال)
چارلز فریزر (انگلیسی: Charles Fraser؛ زادهٔ ۱۹۰۷) بازیکن فوتبال اهل بریتانیا است.
از باشگاه‌هایی که در آن بازی کرده‌است می‌توان به باشگاه فوتبال لوتون تاون اشاره کرد.